# Jan Carel van der Borch
Jan Carel van der Borch  - dyplomata holenderski z XVIII wieku.
W latach 1782–1795 był holenderskim posłem w Sztokholmie.
W 1784 roku Szwedzi negocjowali z nim układ, na mocy którego Republika Zjednoczonych Prowincji miałaby wypłacać subsydia Gustawowi III, w zamian za 6.000 żołnierzy szwedzkich potrzebnych holenderskiemu rządowi. Wielki Pensjonariusz Holandii Pieter van Bleiswijk zachorował jednak wtedy, co uniemożliwiło kontynuowanie rozmów.